# Сиирт (ил)
Сиирт (тур. Siirt) — ил на юго-востоке Турции.
Ил Сиирт граничит с илами: Батман на западе, Ширнак на юге, Ван на востоке, Битлис на севере.

## Население
Население — 263 676 жителей (2009). Большинство населения — курды и арабы, имеется также община ассирийцев.
Крупнейший город — Сиирт (98 тыс. жителей в 2000 году).

## Административное деление
Ил делится на 7 районов:
1. Тилло (Tillo)
2. Байкан (Baykan)
3. Эрух (Eruh)
4. Курталан (Kurtalan)
5. Первари (Pervari)
6. Сиирт (Siirt)
7. Ширван (Şirvan)

## География
Горная местность. Река Ботан (другое название — Улучай) пересекает провинцию с востока на запад, образуя узкое ущелье; от города Сиирт поворачивает к югу, где впадает в Тигр. Разница высот между долиной реки и окружающими горами достигает одного километра.